# Vitor Saba
Vitor Rodrigues Saba (Rio de Janeiro, 11 luglio 1990) è un ex calciatore brasiliano, di ruolo centrocampista.

## Carriera
Dopo aver giocato una partita nella massima serie brasiliana con il Flamengo e aver militato in altre squadre in Brasile, arriva in Italia nell'estate 2012; ha fatto il suo esordio nel Brescia il 1º settembre 2012 in Brescia-Juve Stabia (2-0). Con le rondinelle ha disputato 33 partite e realizzato 3 reti in Serie B. Il 15 agosto 2014 viene ceduto al Sydney Wanderers in Australia, società con cui vince l'AFC Champions League 2014 giocando 6 partite nella competizione. Il 2 febbraio 2015 torna in Italia, acquistato dal Crotone, rimanendovi fino al termine della stagione senza mai scendere in campo.
Il 4 agosto 2015 firma per il Kalloni, militante nella massima serie greca.
Il 1 febbraio 2016, dopo essersi svincolato dal Kalloni, firma il nuovo contratto che lo lega alla Robur Siena, squadra che milita nel girone B della Lega Pro.
Inizia la stagione 2016-2017 in Bahrein nell'Al-Muharraq per poi trasferirsi nel mercato invernale al Fortuna Sittard, nella seconda divisione olandese.
Nel luglio 2017 si trasferisce in prestito all'Eastern Sports Club, nel campionato di Hong Kong.

## Statistiche

### Presenze e reti nei club
| Stagione               | Squadra                | Campionato             | Campionato | Campionato | Coppe nazionali | Coppe nazionali | Coppe nazionali | Coppe continentali | Coppe continentali | Coppe continentali | Altre coppe | Altre coppe | Altre coppe | Totale | Totale |
| Stagione               | Squadra                | Comp                   | Pres       | Reti       | Comp            | Pres            | Reti            | Comp               | Pres               | Reti               | Comp        | Pres        | Reti        | Pres   | Reti   |
| ---------------------- | ---------------------- | ---------------------- | ---------- | ---------- | --------------- | --------------- | --------------- | ------------------ | ------------------ | ------------------ | ----------- | ----------- | ----------- | ------ | ------ |
| 2010                   | Flamengo               | CAR+A                  | 0+1        | 0          | CB              | 0               | 0               | CL                 | 0                  | 0                  | -           | -           | -           | 1      | 0      |
| gen.-feb. 2011         | Macaé                  | -                      | -          | -          | -               | -               | -               | -                  | -                  | -                  | -           | -           | -           | -      | -      |
| mar.-ago. 2011         | Vitória                | BAI+B                  | 1+2        | 0          | CB              | 0               | 0               | -                  | -                  | -                  | -           | -           | -           | 3      | 0      |
| ago.-dic. 2011         | Flamengo               | -                      | -          | -          | -               | -               | -               | -                  | -                  | -                  | -           | -           | -           | -      | -      |
| gen.-mag. 2012         | Boavista               | -                      | -          | -          | -               | -               | -               | -                  | -                  | -                  | -           | -           | -           | -      | -      |
| mag.-ago. 2012         | Flamengo               | -                      | -          | -          | -               | -               | -               | -                  | -                  | -                  | -           | -           | -           | -      | -      |
| 2012-2013              | Brescia                | B                      | 17         | 2          | CI              | 0               | 0               | -                  | -                  | -                  | -           | -           | -           | 17     | 2      |
| 2013-2014              | Brescia                | B                      | 16         | 1          | CI              | 2               | 0               | -                  | -                  | -                  | -           | -           | -           | 18     | 1      |
| Totale Brescia         | Totale Brescia         | Totale Brescia         | 33         | 3          |                 | 2               | 0               |                    | -                  | -                  |             | -           | -           | 35     | 3      |
| 2014-gen. 2015         | Western Sydney         | ACL                    | 8          | 0          | -               | -               | -               | ACL                | 6                  | 0                  | Cmc         | 1           | 1           | 15     | 1      |
| gen.-giu. 2015         | Crotone                | B                      | 0          | 0          | CI              | -               | -               | -                  | -                  | -                  | -           | -           | -           | 0      | 0      |
| 2015-gen. 2016         | Kallonī                | SL                     | 12         | 0          | CG              | 0               | 0               | -                  | -                  | -                  | -           | -           | -           | 12     | 0      |
| gen.-giu. 2016         | Siena                  | LP                     | 5          | 0          | CI-LP           | 1               | 0               | -                  | -                  | -                  | -           | -           | -           | 6      | 0      |
| 2016-gen. 2017         | Al-Muharraq            | FD                     | 8          | 2          | KC+PC           | 0               | 0               | ACL                | 0                  | 0                  | SC          | 0           | 0           | 8      | 2      |
| gen.-giu. 2017         | Fortuna Sittard        | EeD                    | 5          | 0          | CO              | -               | -               | -                  | -                  | -                  | -           | -           | -           | 5      | 0      |
| 2017-2018              | Eastern                | PL                     | 11         | 2          | SCS+CdL         | 1+0             | 0               | ACL                | 0                  | 0                  | -           | -           | -           | 4      | 0      |
| 2018-gen. 2019         | Fortuna Sittard        | ED                     | 0          | 0          | CO              | 0               | 0               | -                  | -                  | -                  | -           | -           | -           | 0      | 0      |
| Totale Fortuna Sittard | Totale Fortuna Sittard | Totale Fortuna Sittard | 5          | 0          |                 | 0               | 0               |                    | -                  | -                  |             | -           | -           | 5      | 0      |
| Totale carriera        | Totale carriera        | Totale carriera        | 86         | 7          |                 | 4               | 0               |                    | 6                  | 0                  |             | 1           | 1           | 97     | 8      |

## Palmarès

### Club

#### Competizioni statali
- Campionato Carioca: 1

Flamengo: 2011
- Taça Guanabara: 1

Flamengo: 2011
- Taça Rio: 1

Flamengo: 2011

#### Competizioni internazionali
- AFC Champions League: 1

Western Sydney Wanderers: 2014